# Fontet
Fontet là một xã thuộc tỉnh Gironde trong vùng Aquitaine tây nam nước Pháp.
Fontet nằm giữa hai xã khác là Bordeaux và Bergerac.